# Josef Oberhauser
Josef Oberhauser (Múnich, 20 de septiembre de 1915 – Múnich, 22 de noviembre de 1979) fue un militar alemán, oficial de las SS durante la Alemania nazi. Participó del Holocausto judío durante la Segunda Guerra Mundial, siendo además la única persona sentenciada por los crímenes de guerra realizados en el campo de exterminio en Belzec.

## Biografía
Josef Oberhauser nació en Múnich durante la Primera Guerra Mundial. Después de terminar sus estudios en la Volksschule, encontró empleo en la granja de su tío en Markt Schwaben. En 1934, Oberhauser se alistó por dieciocho meses en el Reichswehr y fue asignado al 19.º Regimiento de Infantería en Múnich.

### Carrera en las SS
En noviembre de 1935 se unió al Partido Nazi (NSDAP) y a la Schutzstaffel (SS), siendo asignado al Campo de concentración de Sachsenhausen (Oranienburg) donde estuvo destacado hasta 1936. Oberhauser fue adscrito al Leibstandarte SS Adolf Hitler en 1939 y participó en la campaña de Polonia. La campaña polaca vio a Oberhauser ser promovido al rango de SS-Oberscharführer. 
En diciembre de 1941, Oberhauser regresó a Bełżec con materiales de construcción de un equipo de Trawnikis ucranianos. En aquel momento se encontraba subordinado al comandante del Campo, Christian Wirth, y también al superior de Wirth, Odilo Globocnik. En 1942, ingresa al servicio como Comandante del Campo de exterminio de Bełżec, donde es ascendido directamente a oficial, con el rango de SS-Obersturmführer por su participación en la Operación Reinhard. Entre 1942 y 1943, estuvo trabajando en el Campo Aéreo de Lublin, en la Polonia ocupada. 
Entre 1943 y 1945, estuvo destinado en el norte de Italia, participando en la supresión de las guerrillas comunistas y el exterminio de los judíos de la zona, a los que enviaba al campo de San Saba. Recibió la Cruz de Hierro de 1.ª y 2.ª clase por ello.

### Persecución después de la guerra
Oberhauser fue capturado por los soviéticos, juzgado y sentenciado a 15 años de prisión por un tribunal militar soviético en la Alemania Oriental por cargos relacionados con la práctica de la eutanasia. Fue provisto con una amonestación el 28 de abril de 1956. Seguido de su liberación, Oberhauser trabajó haciendo oficios temporales y como mesero en Múnich.
En 1963, cuando se inició el juicio por los crímenes perpetrados en el campo de Bełżec, Oberhauser fue uno de los ocho acusados por los crímenes realizados ahí. El 30 de enero de 1964, todos los acusados, incluido Oberhauser, fueron absueltos debido al colapso del procesamiento del caso, pero fueron detenidos de nuevo poco tiempo después. Oberhauser apeló ante la corte nuevamente en enero de 1965, fue hallado culpable y sentenciado a 4 años y 6 meses de encarcelamiento. Oberhauser fue liberado luego de servir la mitad de su sentencia y murió en 1979. 
Es localizado en la cervecería de Múnich en la que trabajaba en el documental de Claude Lanzmann Shoah, estrenado en 1985.